# Sérgio Bernardes Filho
Sérgio Bernardes Filho (Rio de Janeiro, 1944 - 2007) foi um cineasta brasileiro.

## Biografia
Filho do arquiteto Sergio Bernardes e neto do jornalista Wladimir Bernardes, o cineasta Sergio Bernardes Filho lançou seu primeiro filme, "Desesperato", em 1968, aos 24 anos. Embora retido pela censura, o filme foi vencedor do prêmio de melhor filme do Festival de Belo Horizonte daquele ano, e também, melhor ator (Raul Cortez) e melhor atriz (Marisa Urban)

## Filmografia

### Longa-metragem
- Desesperato[5] (1968)
- Madrepérola[6] (1978)
- Tamboro[7] (2009)

### Média-metragem
- Le Masque[8] (1976)
- 7 de julho de 1977[9] (1977)
- Via Brasil[10] (2000)

### Curta-metragem
- Venha Doce Morte[11] (1968)